# Soteriologia
A soteriologia é a área da Teologia Sistemática que trata do estudo das doutrinas religiosas da salvação humana. A palavra é formada a partir de dois termos gregos σωτήριος [Soterios], que significa "salvação" e λόγος [logos], que significa "palavra", "princípio", ou "ensino". 
Cada religião oferece um tipo diferente de salvação e possui sua própria soteriologia, algumas dão ênfase ao relacionamento do homem em unidade com Deus, outras dão ênfase ao aprimoramento do conhecimento humano como forma de se obter a salvação. 

## Cristianismo
No cristianismo a salvação é estabelecida através de Jesus Cristo. A soteriologia no cristianismo estuda como o evangelho de poder e os ensinamentos de Jesus e a fé nele separa do mundo e das práticas mundanas as pessoas que antes estariam condenadas pelo pecado e os reconcilia com Deus. Os cristãos recebem o perdão dos pecados, vida e salvação adquirido por Jesus Cristo através de seu sofrimento inocente, morte e ressurreição após sua morte. Esta graça da salvação é recebida sempre pela fé em Jesus Cristo, através da palavra de Deus.
Alguns cristãos, simplificadamente, acreditam que a salvação é obtida a partir deles e da vontade de Deus (sinergismo), outros crêem que a salvação parte da vontade absoluta de Deus e o homem pela fé é incapaz de resistir (monergismo).

### Salvação no catolicismo
A salvação no catolicismo: Coloca a Igreja como canal ideal da graça de Deus. A união com a Igreja pode levar à graça dos céus. Essa graça, na lição de Santo Agostinho, é obra unicamente de Deus (daí ser denominada graça), cabendo ao homem, unicamente buscar uma vida de santidade e comunhão, na esperança da salvação. Esta vida de santidade é reforçada por meio dos sacramentos conferidos pela Igreja que são: batismo, crisma ou confirmação, confissão ou penitência, comunhão ou eucaristia, matrimônio, ordem e unção dos enfermos. É ainda função dos cristãos a busca daqueles que estão fora da Igreja, a fim de que possam comungar com a graça de Deus, único dispensador da Graça.

### Salvação no protestantismo
Dentro do protestantismo há diversas vertentes, sendo as mais destacadas o arminianismo, o calvinismo, a livre graça, o amiraldismo e a obra consumada (cada uma delas admitindo subdivisões) e. Há também a possibilidade de se aderir às opções católicas, o tomismo e o molinismo.

#### Arminianismo
O arminianismo, nome devido ao seu precursor Jacó Armínio, é a crença soteriológica comum a muitos grupos evangélicos, como os metodismo, os assembleianos, alguns grupos Holiness, e mesmo alguns anglicanos. Ele pode ser representado pelo acrônimo FACTS:
- Freed by Grace (to Believe) – Livre pela graça (para crer)
- Atonement for All – Expiação para Todos
- Conditional Election – Eleição Condicional
- Total Depravity – Depravação Total
- Security in Christ – Segurança em Cristo

Estes pontos correspondem aos Cinco Artigos da Remonstrância (embora esta não seja especificamente uma representação deles), os quais foram compostos em 1610 pelos primeiros arminianos e constituem o primeiro sumário formal da teologia arminiana.

#### Calvinismo
A posição calvinista - nome inspirado no teólogo protestante João Calvino - é a crença de diversas denominações tradicionais, como os presbiterianos, anglicanos e alguns batistas. Ela pode ser representada pelo acrônimo TULIP, formulados no Sínodo de Dort, um sínodo local convocado em 1618-1619 na Holanda para contradizer e executar os remonstrantes:
- Total Depravity – Depravação Total
- Unconditional Election – Eleição Incondicional
- Limited Atonement – Expiação Limitada
- Irresistible Grace – Graça Irresistível
- Perseverance of the Saints – Perseverança dos Santos.

#### Obra Consumada
A posição Pentecostal inspiradas nos ensinos de William Durham como formulação do Evangelho Pleno, com influências calvinistas e arminianas. Enfatiza que a salvação é obra resultante da cooperação de Deus Pai, de Cristo que salva, santifica, cura e batiza no Espírito Santo. Nessa perspectiva, por influência do Movimento de Vida Superior, a salvação é um processo de cura, ocorrendo em três tempos (na cruz, na conversão e na glorificação), com a santificação sendo resposta do revestimento de poder do Espírito Santo, ocorrendo de modo progressivo.

#### Amiradismo
O amiraldismo é a posição intermediária entre o calvinismo e o luteranismo. Como no luteranismo, acredita na predestinação e na expiação ilimitada. Como no calvinismo, acredita na graça soberana.

#### Molinismo
O molinismo - chamado assim por causa do teólogo jesuíta Luis de Molina - adota a posição de que Deus possui o conhecimento médio. De acordo com a doutrina do conhecimento médio, Deus sabe o que as pessoas fariam em quaisquer circunstancias. No caso, o acrônimo é ROSES: 
- Radical Depravity - Depravação Radical
- Overcoming Grace - Graça Superior
- Sovereign Election - Eleição Soberana
- Eternal Life - Vida Eterna
- Singular Redemption - Redenção Única

No caso do molinismo, com a eleição soberana, Deus viu os mundos possíveis onde as pessoas que vão crer nele são livres, e ele escolheu um desses mundos antes da criação. Em outras palavras, Deus viu os mundos possíveis onde estavam os eleitos, os mundos possíveis onde esses eleitos eram livres, e os mundos possíveis onde esses eleitos eram livres e salvos. Então, Deus elegeu essas pessoas individualmente, e escolheu o mundo possível onde elas seriam salvas livremente.

### Doutrina luterana
De Fide Salvifica - A Doutrina da Fé Salvadora
Por meio de sua satisfação vicária (satisfactio vicaria), Cristo adquiriu, para a humanidade culposa e condenada, reconciliação perfeita com Deus, visto que cumpriu as exigências da Lei divina em lugar da pessoa e fez satisfação pelos pecados do mundo. (obedientia activa, obedientia passiva) Deus é, pois, gracioso em Cristo para com todos os pecadores e absolve-os de toda a culpa. (Justificação objetiva). A salvação do ser humano vem, desta forma, pela fé no Salvador (Sola Fide). Mas como Lutero diz "Nós somos salvos pela fé somente, mas a fé nunca está só". Fé e Obras andam juntas, mas a fé produz as obras dignas do amor de Deus. As obras são frutos do Espírito Santo em uma vida santificada. Elas não nos salvam, mas são sinais da fé que salva.
Para a Igreja Luterana, a finalidade da doutrina da soteriologia é demonstrar como o Espírito Santo aplica ao pecador individualmente a bendita salvação que Cristo adquiriu para toda a humanidade por sua satisfação vicária. O Tópico é considerado sob vários Títulos:
- A graça da salvação;
- A graça apropriada do Espírito Santo;
- O plano da salvação;
- A ordem da Salvação

Um exame geral da doutrina da soteriologia abrange as seguintes verdades: A salvação ou perdão dos pecados, que Cristo obteve para todos os homens mediante a sua satisfação vicária (Lc 1.77; Rm 5.10; 2Co 5.19) e é oferecida ao pecador nos meios da graça, isto é Evangelho e nos Sacramentos. (2Co 5.19; Lc 24.47) Por meio desse oferecimento muito gracioso e eficaz do perdão, opera-se a fé no coração do pecador (Rm 10.17), que aceita ou se apropria dos méritos de Cristo ofertados nos meios da graça (Palavra e Sacramentos).

## Judaísmo
O judaísmo entende que o povo judaico é o povo escolhido de Deus e enfatiza o comportamento ético e moral do homem para que ele obtenha o benefício da salvação. Para tanto enfatiza o cumprimento das leis (ordenanças) de Deus.